# Lukavice (Rychnov nad Kněžnou-i járás)
Lukavice település Csehországban, Rychnov nad Kněžnou-i járásban. Lukavice Rychnov nad Kněžnou, Solnice, Skuhrov nad Bělou, Liberk és Kvasiny településekkel határos. Lakosainak száma 640 fő (2024. január 1.).

## Népesség
A település lakosságának változását az alábbi diagram mutatja:
| Lakosok száma | 1170 | 1115 | 971  | 659  | 524  | 518  | 617  | 626  | 627  | 640  |
|               | 1869 | 1890 | 1921 | 1950 | 1980 | 2001 | 2017 | 2019 | 2022 | 2024 |